# Maison du 49 de la rue du Capitaine-Vié à Lisieux
La maison du 49 de la rue du Capitaine-Vié est un édifice  situés à Lisieux, dans le département français du Calvados, en France.

## Localisation
Le monument est situé au 49 de la rue du Capitaine-Vié, à 375 mètres au sud-ouest de la cathédrale Saint-Pierre.

## Architecture
L'édifice est inscrit au titre des Monuments historiques depuis le 14 avril 1948.